# Resapamea hedeni
Resapamea hedeni là một loài bướm đêm trong họ Noctuidae.